# 小行星5017
小行星5017（英語：5017 Tenchi）是一颗围绕太阳公转的小行星。1977年2月18日，香西洋树、古川麒一郎在木曾町发现了此天体。
这颗小行星的绝对星等为248.0775572322671等。